# Brug 527
Brug 527 is een vaste brug in de Nederlandse gemeente Amstelveen.
Het bouwwerk is gelegen in de De Duizendmeterweg in het Amsterdamse Bos en heeft dezelfde bouwstijl als brug 525. Het ontwerp van de plaatbrug kwam uit de pen van Piet Kramer. De sober uitgevoerde brug is van beton, maar ligt op houten steunen, en doet juist niet denken aan de door Kramer gehanteerde Amsterdamse Schoolstijl. Wel typerend voor Kramer zijn de smeedijzeren balustrades in dit geval blauw. Zij zijn weliswaar net zo sober uitgevoerd als de brug, maar de verticale liggers zijn ter plaatse van de landhoofden naar beneden gebogen en eindigen in het beton. In tegenstelling tot de meeste bruggen in het Amsterdamse Bos betreft het hier een verkeersbrug, waarover ook gemotoriseerd vervoer kan rijden. Om parkeren op de brug tegen te gaan en/of als scheiding tussen de diverse verkeersstromen zijn varkensruggen geplaatst.
De brug is aangelegd ten tijde van de werkverschaffing in de jaren 1930.

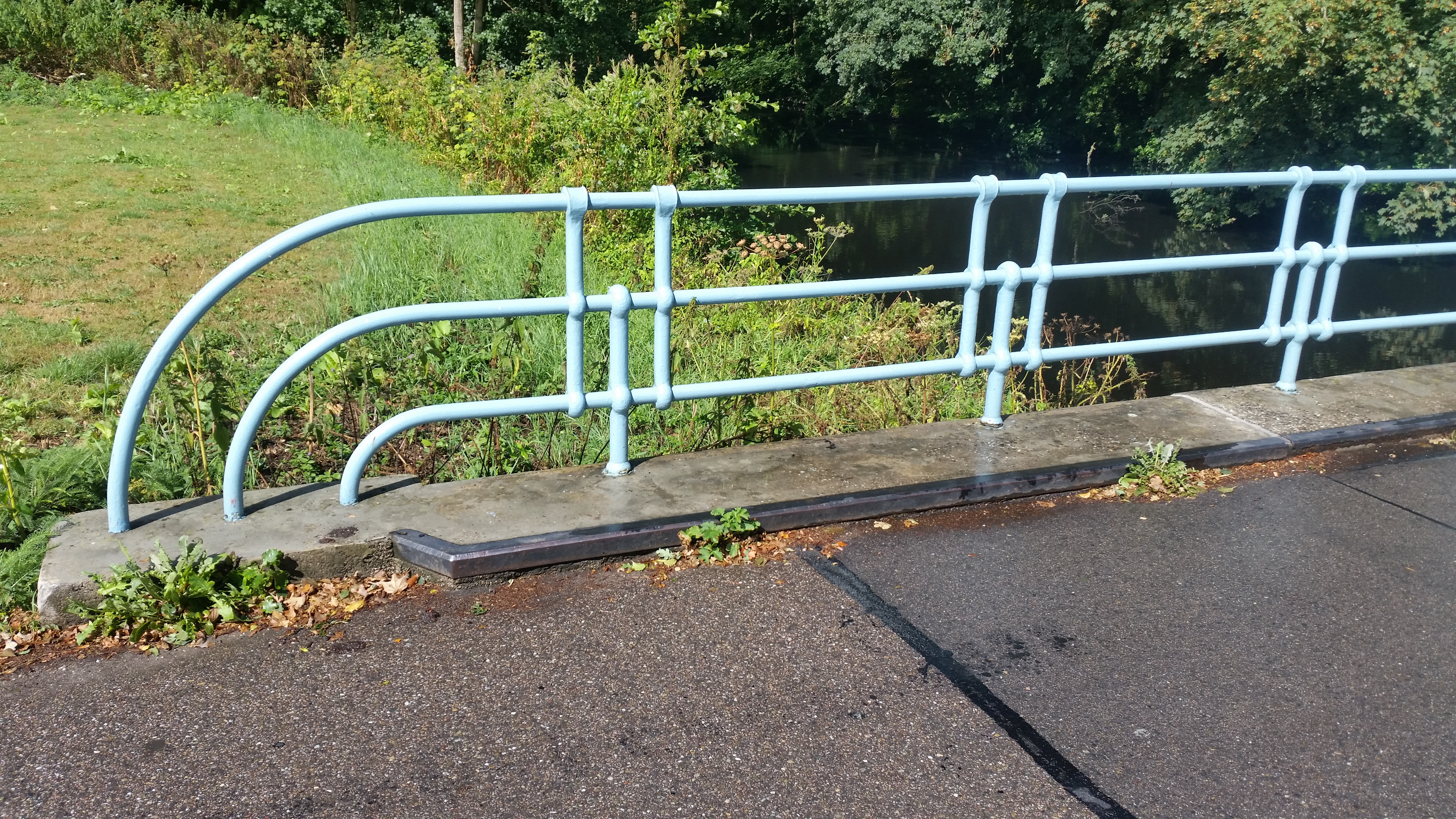
Brug 527, detail leuning (augustus 2018)

<<< · 500 · 501 ·  503 · 504 · 505 · 506 · 507 · 508 · 509 · 510 · 511 · 512 · 513 · 514 · 515 · 516 · 517 · 518 · 519 · 520 · 521 · 522 · 523 · 525 · 526 · 527 · 528 · 530 · 531 · 532 · 533 · 534 · 535 · 536 · 537 · 538 · 539 · 540 · 541 · 542 · 543 · 544 · 545 · 546 · 547 · 548 · 549 · 550 · 551 · 552 · 553 · 554 · 555 · 556 · 557 · 558 · 559 · 560 · 561 · 562 · 563 · 564 · 565 · 566 · 567 · 569 · 571 · 572 · 573 · 575 · 577 · 578 · 580 · 581 · 582 · 583 · 584 · 586 · 587 · 589 · 590 · 591 · 592 · 593 · 594 · >>>
Brugnummers 502, 524, 529, 568, 570, 574, 576, 579, 585, 588, 595, 596, 597, 598, 599 zijn niet (meer) vergeven.